# Мерседес Макнаб
Мерседес Макнаб (на английски: Mercedes McNab) е канадска актриса и модел.

## Биография
Родена е на 14 март 1980 г. във Ванкувър, Британска Колумбия. Нейният баща е бившият футболист на английския Арсенал Робърт Макнаб.
Макнаб получава първата си актьорска роля през 1991 г. на момиче скаут, което продава бисквитки в „Семейство Адамс“. През 1997 г. е в поддържаща роля в телевизионния сериал „Бъфи, убийцата на вампири“. Макнаб играе Хармъни Кендъл – популярна гимназистка, която става вампир. Тя се появява в 16 епизода в следващите четири години. Макнаб повтаря тази роля в спин-оф сериала „Ейнджъл“. Нейната героиня е постоянна в последния сезон през 2003 – 2004 г. След края на сериала участва в „Осмо чувство“ и „Свръхестествено“. През 2007 г. е в една от главните роли във филма „Брадвата“.
От 12 май 2012 г. е омъжена за Марк Хендерсън, с когото имат едно дете – Вон Сидни Хендерсън, роден на 25 февруари 2013 г.